# Stanovice (district de Trutnov)
Pour les articles homonymes, voir Stanovice.
Stanovice (en allemand : Stangendorf) est une commune du district de Trutnov, dans la région de Hradec Králové, en Tchéquie. Sa population s'élevait à 55 habitants en 2020.

## Géographie
Stanovice est arrosée par l'Elbe et se trouve à 6 km au sud-est de Dvůr Králové nad Labem, à 19 km au sud de Trutnov, à 22 km au nord de Hradec Králové et à 109 km au nord-est de Prague.
La commune est limitée par Choustníkovo Hradiště au nord, par Vlčkovice v Podkrkonoší et Heřmanice à l'est, par Kuks et Hřibojedy au sud, et par Dvůr Králové nad Labem à l'ouest et au nord-ouest.

## Histoire
La première mention écrite du village date de 1407.